# Wacholder-Borkenkäfer
Der Wacholderborkenkäfer (Phloeosinus thujae) ist ein Rüsselkäfer aus der Unterfamilie der Borkenkäfer (Scolytinae). Da er seine Brutsysteme in der Rinde der Wirtsbäume anlegt, wird er den Rindenbrütern zugerechnet.

## Merkmale
Die Käfer werden 1,5 bis 2,4 Millimeter lang und sind gelblich behaart. Der Halsschild ist gleichartig punktiert und verdeckt von oben gesehen nicht den Kopf. Es ist vorne verengt und die Seiten sind stark gerundet. Der Rand der Flügeldecken ist fein gekörnt. Die gebogenen Basalränder der Flügeldecken sind mit Höckerchen versehen, aufgebogen und in der Mitte durch das Schildchen unterbrochen. Der Absturz ist ohne Zähne, nur mit Höckerreihen versehen, wobei der dritte Zwischenraum zwischen den Punktreihen erhaben ist. Der zweite Zwischenraum ist schmaler als die anderen. Das Abdomen bleibt ab dem zweiten Sternit zum Ende hin gerade. Das dritte Tarsenglied ist herzförmig und zweilappig geformt. Die Fühlerkeule ist langoval mit zwei Einbuchtungen, ihre Glieder sind nicht getrennt, die Fühlergeißel ist fünfgliedrig. Fühler und Tarsen sind rostrot. Die Augen sind nierenförmig geformt. Männliche und weibliche Tiere unterscheiden sich voneinander (Sexualdimorphismus). Bei den Männchen finden sich am Absturz auf dem ersten, dritten, fünften und siebenten Zwischenraum Reihen spitzer Höcker oder Zähne, beim Weibchen Reihen kleiner Höckerchen. Auch ist die Stirn unterschiedlich geformt.

## Vorkommen
Die Art ist in Süd-, Mittel- und Osteuropa sowie in Dänemark und England verbreitet.

## Lebensweise
Phloeosinus thujae kommt an Wacholder (Juniperus communis), Juniperus pseudosabina, Abendländischem Lebensbaum (Thuja occidentalis), Cupressus pisifera, Mittelmeer-Zypresse (Cupressus sempervirens), Biota orientalis und gelegentlich an Scheinzypressen (Chamaecyparis), Sequoia orientalis und Riesenmammutbaum (Sequoiadendron giganteum) vor. Er besiedelt die Rinde. Das Fraßbild ist ein doppelarmiger Längsgang, von dem seitlich die Larvengänge abgehen. Die Tiere sind monogam. Es gibt ein bis zwei Generationen im Jahr, die Flugzeit ist im Juni.

## Systematik

### Synonyme
Aus der Literatur sind für Phloeosinus thujae folgende Synonyme bekannt:
- Hylesinus thujae Perris, 1855
- Dendroctonus juniperi Nördlinger, 1856
- Hylesinus juniperus Döbner, 1860
- Dendroctonus juniperi Döbner, 1860
- Phloeosinus impressus Rey, 1883
- Phloeosinus henschi Reitter, 1901, für das Weibchen
- Phloeosinus henschi Eggers, 1911, für das Männchen
- Phloeosinus serrifer Wichmann, 1916
- Phloeosinus prostratus Peyerimhoff, 1918